# Regine Kühn
Regine Kühn; geborene Regine Walter (* 23. November 1941 in Torgau) ist eine deutsche Drehbuchautorin und Übersetzerin.

## Leben
Regine Kühn ist die Tochter des Vermessungstechnikers Fritz Walter und seiner Ehefrau Rosemarie, geborene Goldberg. Nach dem Abitur 1960 studierte sie in Moskau 1960 bis 1965 Theaterwissenschaft. 1962 heiratete sie den Regisseur Siegfried Kühn. Aus der Ehe stammen die beiden Söhne Klemens (* 1964) und Jakob (* 1969).
Seit 1966 wieder in der DDR, erhielt sie einen Lehrauftrag an der Hochschule für Film und Fernsehen Potsdam. Mit dem Gegenwartsfilm Zeit der Störche nach einer Erzählung von Herbert Otto startete sie ihre Laufbahn als Drehbuchautorin. Bereits hier schlug sie mit ihrer Darstellung unterschiedlicher Sichten der handelnden Personen einen eigenwilligen Kurs ein. Etwas später adaptierte sie Goethes Die Wahlverwandtschaften.
Ihre Vorliebe für brisante Stoffe kam zu DDR-Zeiten nur noch zweimal, in den Filmen Unser kurzes Leben und Die Schauspielerin zum Vorschein. Unmittelbar nach der Wende stellte sie in Die Lügnerin die Problematik des Umbruchs im Leben einer Frau dar. Für ihr Drehbuch Zarah L über Zarah Leander, erhielt sie 1994 den Deutschen Drehbuchpreis. Das Drehbuch wurde nicht realisiert. Nach 1988 arbeitete sie mit Eduard Schreiber vorwiegend an Dokumentarfilmen, die sich mit der Geschichte der Sowjetunion beschäftigten.

## Filmografie
- 1970: Zeit der Störche
- 1971: Avantgarde (Theateraufzeichnung)
- 1973: Die Taube auf dem Dach
- 1974: Wahlverwandtschaften
- 1980: Unser kurzes Leben
- 1980: Don Juan – Karl-Liebknecht-Str. 78
- 1988: Die Schauspielerin
- 1989: Spuren (Dokumentarfilm)
- 1992: Die Lügnerin
- 1994: Kreml-Frauen (Dokumentarfilm)
- 1996: Lange nach der Schlacht. Das Ende einer Besatzung (Dokumentarfilm)
- 1996: Tod im Kreml (Dokumentarfilm)
- 1999: Todesengel (Fernsehfilm)
- 1999: Aviatricen – Die Stars der stalinschen Luftfahrt (Dokumentarfilm)
- 2000: Schweigen ist Gold (Fernsehfilm)
- 2000: Zone M (Dokumentarfilm)
- 2000: Trotzkis Traum – Psychoanalyse im Lande der Bolschewiki (Dokumentarfilm)
- 2003: Die Schönste aus Bitterfeld (Fernsehfilm)

## Übersetzungen (aus dem Russischen)
- Iwan Axjonow: Sergej Eisenstein. Ein Porträt.Henschel Verlag, Berlin 1997, ISBN 3-89487-278-0.
- Ivan Čistjakov: Sibirien, Sibirien. Tagebuch eines Lageraufsehers. Matthes & Seitz, Berlin 2014, ISBN 978-3-88221-092-7.
- Julju Edlis: Wo ist dein Bruder, Abel?. Henschel Schauspiel, Berlin 1987.
- Sergej M. Eisenstein: Eine nicht gleichmütige Natur. Henschelverlag, Berlin 1980.
- Sergej M. Eisenstein: Yo. Ich selbst. Memoiren. 2 Bände. Henschelverlag, Berlin 1984, (Übersetzung mit Rita Braun).
- Dmitri Dergatchev: Papirossy. Matthes & Seitz, Berlin 2011, ISBN 978-3-88221-621-9.
- Nikolaj Evreinov: Theater für sich. Hg. Sylvia Sasse, Kommentare Regine Kühn. diaphanes, Zürich-Berlin 2017, ISBN 978-3-03734-942-7.
- Nikolaj Evreinov u. a.: „Sturm auf den Winterpalast“. Übersetzung mit Gianna Frölicher, Anne Krier. Zürich-Berlin 2017, ISBN 978-3-03734-980-9.
- Alexander Galin: Sterne am Morgenhimmel. Henschel Schauspiel, Berlin 1989.
- Alexander Gelman: Rückkopplung. Henschel Schauspiel, Berlin 1977.
- Alexander Gelman: Allein mit allen. Henschel Schauspiel, Berlin 1983.
- Alexander Gelman: Zwei auf einer Bank. Henschel Schauspiel, Berlin 1984.
- Alexander Gelman: Wir, die Endesunterzeichnenden. Henschel Schauspiel, Berlin 1985.
- Alexander Gelman: Das ist doch nicht normal. Henschel Schauspiel, Berlin 1986.
- Alexander Goldstein: Denk an Famagusta. Roman. Matthes & Seitz, Berlin 2016, ISBN 978-3-95757-227-1.
- Alexander Goldstein: Aspekte einer geistigen Ehe. Matthes & Seitz, Berlin 2021, ISBN 978-3-95757-937-9.
- Iljazd: Philosophia. Roman. Matthes & Seitz, Berlin 2017, ISBN 978-3-95757-475-6.
- Iljazd: Verzückung. Roman. Matthes & Seitz, Berlin 2018, ISBN 978-3-95757-619-4.
- Wsewolod Iwanow: U. Roman. Friedenauer Presse, Berlin 2021, ISBN 978-3-75180-610-7.
- Walentin Katajew: Avantgarde. Henschel Schauspiel, Berlin 1970.
- Alexander Kopkow: Der goldene Elefant. Henschel Schauspiel, Berlin 1972.
- Alexander Kopkow: Zar Potap. Henschel Schauspiel, Berlin.
- Walentin Rasputin: Rudolfio. Henschel Schauspiel, Berlin 1983.
- Alexander Rostschin: Zwillingsbruder. Henschel Schauspiel, Berlin.
- Jewgeni Schwarz: Der Schatten. Henschel Schauspiel, Berlin 1985.
- Alexander Suchowo-Kobylin: Die Akte. Henschel Schauspiel, Berlin 1977.
- Anton Tschechow: Der Bär. Henschel Schauspiel, Berlin 1977.
- Anton Tschechow: Der Heiratsantrag. Henschel Schauspiel, Berlin 1977.
- Anton Tschechow: Onkel Wanja. Henschel Schauspiel, Berlin 1978.
- Anton Tschechow: Vom Schaden des Tabaks. Henschel Schauspiel, Berlin 1978.
- Anton Tschechow: Drei Schwestern. Henschel Schauspiel, Berlin 1979.
- Anton Tschechow: Schwanengesang. Henschel Schauspiel, Berlin 1979.
- Anton Tschechow: Tragödie wider willen. Henschel Schauspiel, Berlin 1979.
- Anton Tschechow: Der Kirschgarten. Henschel Schauspiel, Berlin 1980.
- Anton Tschechow: Das Jubiläum. Henschel Schauspiel, Berlin 1981.
- Anton Tschechow: Iwanow. Henschel Schauspiel, Berlin 1988.
- Anton Tschechow: An der Landstraße. Henschel Schauspiel, Berlin.
- Anton Tschechow: Die Hochzeit. Henschel Schauspiel, Berlin.
- Anton Tschechow: Platonow. Henschel Schauspiel, Berlin.
- Marina Zwetajewa: Der Bräutigam, in: Gesammelte Werke, Band 1. Hg. Ilma Rakusa, Suhrkamp Verlag, Berlin 2018, ISBN 978-3-518-42806-1.

## Auszeichnungen
- 1972: Heinrich-Greif-Preis II. Klasse für Zeit der Störche im Kollektiv
- 1981: Kunstpreis des FDGB
- 1989: Kunstpreis des FDGB im Kollektiv für Die Schauspielerin
- 1994: Deutscher Drehbuchpreis für Zarah L